# Ijo järnvägsstation
Ijo järnvägsstation är en järnvägsstation i tätorten Asemankylä längs Uleåborg-Torneå-banan i norra Finland i landskapet Norra Österbotten. Järnvägsstationen öppnades år 1903 och stationsbyggnaden är ritat av arkitekt Bruno F. Granholm. Passagerartågen stannar inte vid stationen. Avståndet från Uleåborgs järnvägsstation är 36 kilometer och från Kemi järnvägsstation 69 kilometer. 
Ijo stads centraltätort Iin Hamina (Ijo hamn) ligger cirka 4 km vägavstånd västerut.